# Romain Lambert
Romain Lambert (1 oktober 1993) is een Belgische atleet, die gespecialiseerd is in het hink-stap-springen. Hij veroverde één Belgische titel.

## Biografie
Lambert veroverde in 2014 de Belgische indoortitel in het hink-stap-springen. Hij is aangesloten bij AC Dampicourt.

## Belgische kampioenschappen
| Onderdeel                 | Jaar |
| ------------------------- | ---- |
| hink-stap-springen indoor | 2014 |

## Persoonlijke records
Outdoor
| Onderdeel          | Prestatie | Wind     | Datum             | Plaats    |
| ------------------ | --------- | -------- | ----------------- | --------- |
| hink-stap-springen | 15,20 m   | -1,7 m/s | 15 september 2013 | Vilvoorde |

Indoor
| Onderdeel          | Prestatie | Datum            | Plaats |
| ------------------ | --------- | ---------------- | ------ |
| hink-stap-springen | 15,37 m   | 15 februari 2014 | Gent   |

## Palmares
hink-stap-springen
- 2014:  BK indoor AC – 15,37 m
- 2014:  BK AC – 14,80 m